# Ibrahim Hussein
Ibrahim Kipkemboi Hussein (Kapsabet, 3 de junho de 1958) é um ex-fundista queniano, vencedor de diversas maratonas internacionais durante a carreira. Primeiro africano a vencer a Maratona de Boston, foi a partir de sua vitória que se deu o início do domínio do Quênia nesta prova e demais maratonas ao redor do mundo.
Em sua carreira como maratonista internacional de alto nível, Hussein venceu a Maratona de Boston por três vezes (1988–91–92), foi tricampeão da Maratona de Honolulu (1985–86–87) e venceu a Maratona de Nova York em 1987. Participou também de dois Jogos Olímpicos, Seul 1988 e Barcelona 92, sem conseguir resultados expressivos.
Desde sua primeira vitória em 1988, num photo finish com o tanzaniano Juma Ikangaa, uma diferença de apenas 1s numa corrida com mais de duas horas, os quenianos venceram todas as edições de Boston, à exceção de cinco, das quais apenas duas delas por não-africanos, o campeão olímpico italiano Gelindo Bordin em 1990 e o vice-campeão olímpico sul-coreano Lee Bong-Ju em 2001.
Hoje aposentado das pistas, Hussein possui e administra um centro esportivo em Eldoret, no Quênia. Ele também é o diretor da Athletics Kenya, a organização que dirige o atletismo no país, na região norte de Rift Valley.